# Kaoci
Kaoci (en serbe cyrillique : Каоци) est un village de Bosnie-Herzégovine. Il est situé dans la municipalité de Srbac et dans la république serbe de Bosnie. Selon les premiers résultats du recensement bosnien de 2013, il compte 594 habitants.

## Démographie

### Évolution historique de la population dans la localité
| 1948 | 1953 | 1961 | 1971 | 1981 | 1991 | 2013 |
| ---- | ---- | ---- | ---- | ---- | ---- | ---- |
| 873  | 931  | 851  | 786  | 788  | 797  | 594  |

|  |